# ボーア効果

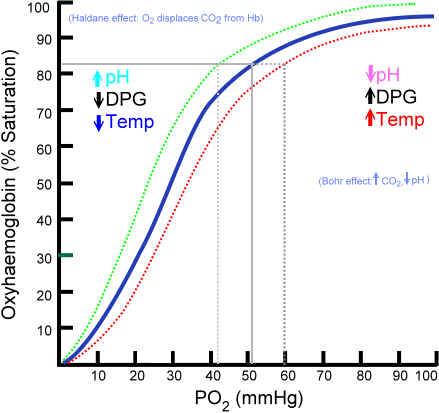
ヘモグロビンの酸素解離曲線、酸性に傾くと酸素解離曲線は赤線方向に移動し酸素を多くは含めない。逆にアルカリ性に傾くと酸素解離曲線は緑線方向に移り酸素を多く含める

ボーア効果（ボーアこうか、英語: Bohr effect）とは、血液内の二酸化炭素量の変化による赤血球内のpHの変化によりヘモグロビンの酸素解離曲線が移動すること。生理学者クリスティアン・ボーア（ニールス・ボーアの父）により発見された。ヘモグロビンの酸素解離曲線がpHの低下や温度上昇などの変化によって右方変移することで末梢で酸素を解離しやすくなり、pHの上昇や温度低下などで左方変移することで結合しやすくなる効果である。

## 概要

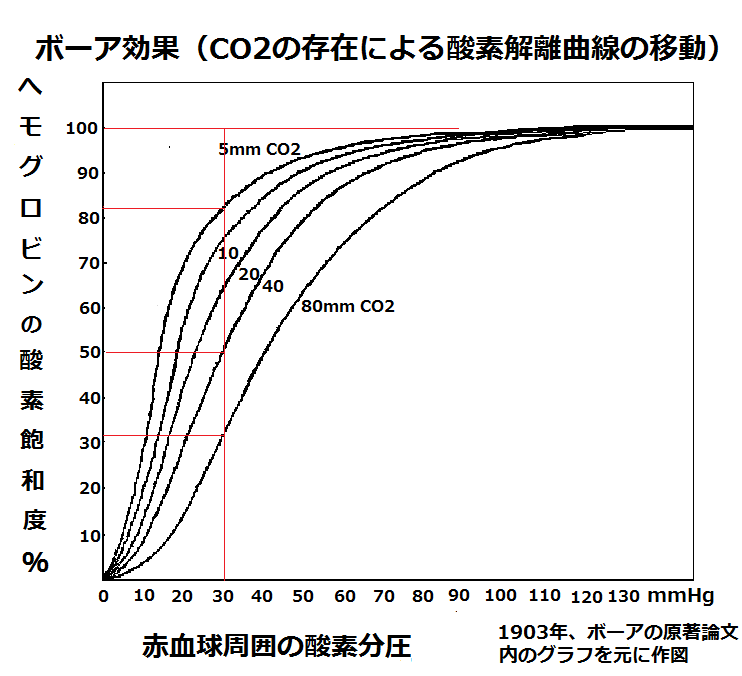
ボーアの原論文を元にした説明。酸素に富み、二酸化炭素の少ない肺（酸素分圧100mmHG、二酸化炭素分圧5mmHg程度)ではヘモグロビンの酸素飽和度はほぼ100％になる。赤血球はそのまま酸素の少ない組織（例えば酸素分圧30mmHg、図の赤線）に行くが、もしも二酸化炭素が無い環境だと持っている酸素の内18％程度しか放出できないが、組織内に二酸化炭素（40mmHg）があると約50％、二酸化炭素（80mmHg）があると約70％もの酸素を放出することが出来る

赤血球に取り込まれた二酸化炭素と水は炭酸脱水酵素により重炭酸イオンとプロトンに解離され、赤血球内のpHが低下することでヘモグロビンの酸素親和性が低下しヘモグロビンは酸素を解離しやすくなる（酸素解離曲線の右方変移）。逆に二酸化炭素の少ない環境では赤血球は重炭酸イオンとプロトンから二酸化炭素と水をつくり二酸化炭素を放出することで、赤血球内のpHは上がりヘモグロビンの酸素親和性が増加するのでヘモグロビンは酸素と結合しやすくなる(酸素解離曲線の左方変移)。
pHの低下以外には温度上昇、2,3-ビスホスホグリセリン酸塩（2,3-BPG）濃度上昇によりヘモグロビンの酸素解離曲線は右方変移を起こす。逆に、pHの上昇、温度低下、2,3-BPG濃度低下はヘモグロビンの酸素解離曲線の左方変移を引き起こす。